# 夕離
夕離（日語：ゆうばなれ）是日本薩南諸島的一部分，奄美群島在太平洋的無人島。位於須子茂離的旁邊，面積是0.15平方公里。行政上歸入鹿兒島縣大島郡瀨戶內町。

## 脚注
1. ↑  .   [2014-09-08]. （原始内容存档于2014-09-08）.
2. ↑  .   [2014-09-08]. （原始内容存档于2014-09-08）.
3. ↑  .   [2014-09-08]. （原始内容存档于2015-03-22）.